# Syndipnus hercynicus
Syndipnus hercynicus là một loài tò vò trong họ Ichneumonidae.